# Olcay Şahan
Olcay Şahan (Düsseldorf, 26 de maio de 1987) é um futebolista profissional turco que atua como meia-atacante, atualmente defende o Afjet Afyonspor.

## Carreira
Olcay Şahan fez parte do elenco da Seleção Turca de Futebol da Eurocopa de 2016.